# Riparia Gloire de Montpellier
Pour les articles homonymes, voir Riparia (homonymie).
Le riparia Gloire de Montpellier est un porte-greffe de la vigne. Son abréviation est RGM.

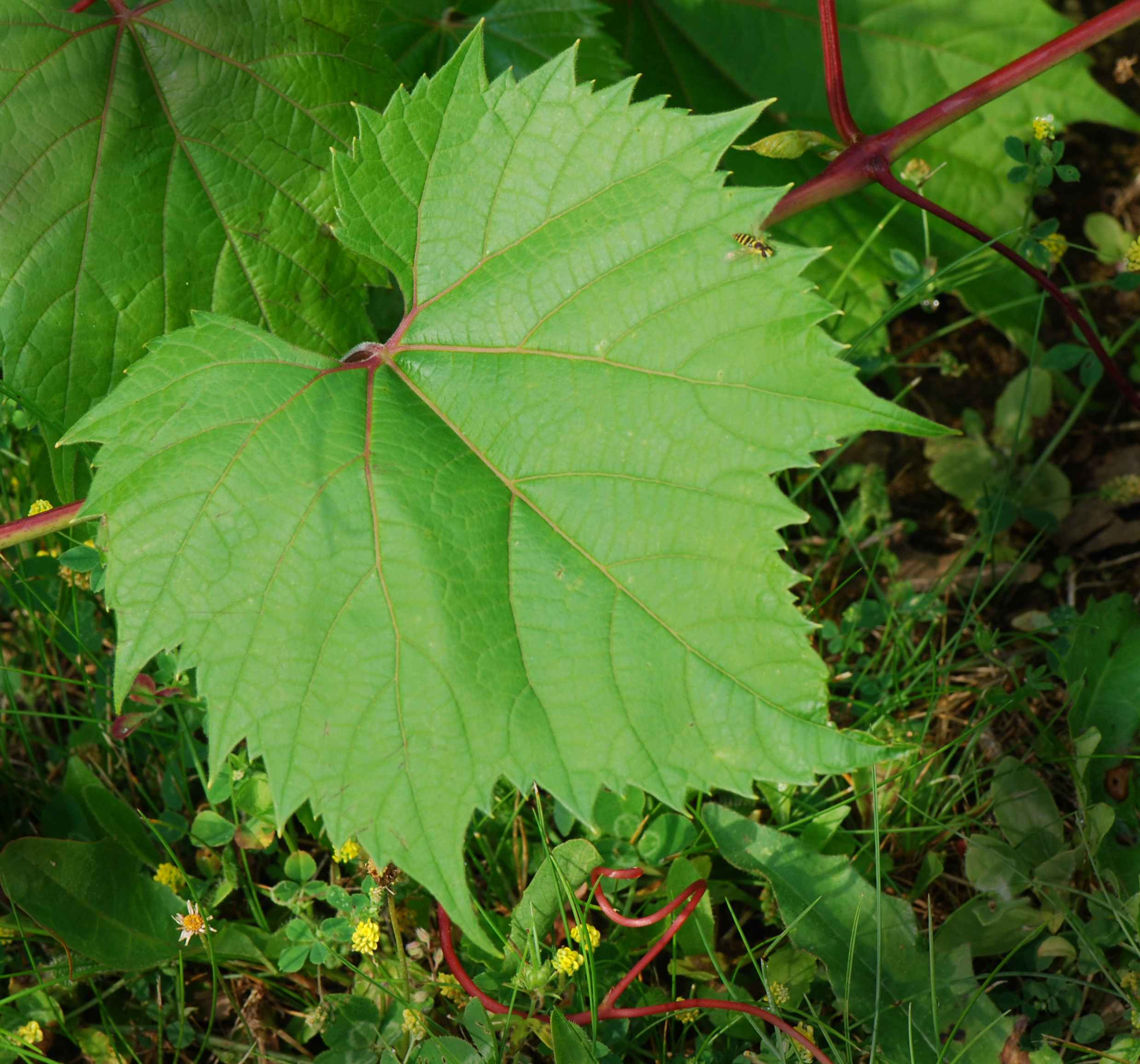
Feuille de RGM, Conservatoire du vignoble charentais, Cherves

## Origine
Le RGM est issu d'une sélection de Vitis riparia Michaux, obtenue par Viala et Michel en 1880. 
Dans les années 2000, la surface de vigne cultivée sur ce porte-greffe est de 8 000 hectares

## Caractères ampélographiques

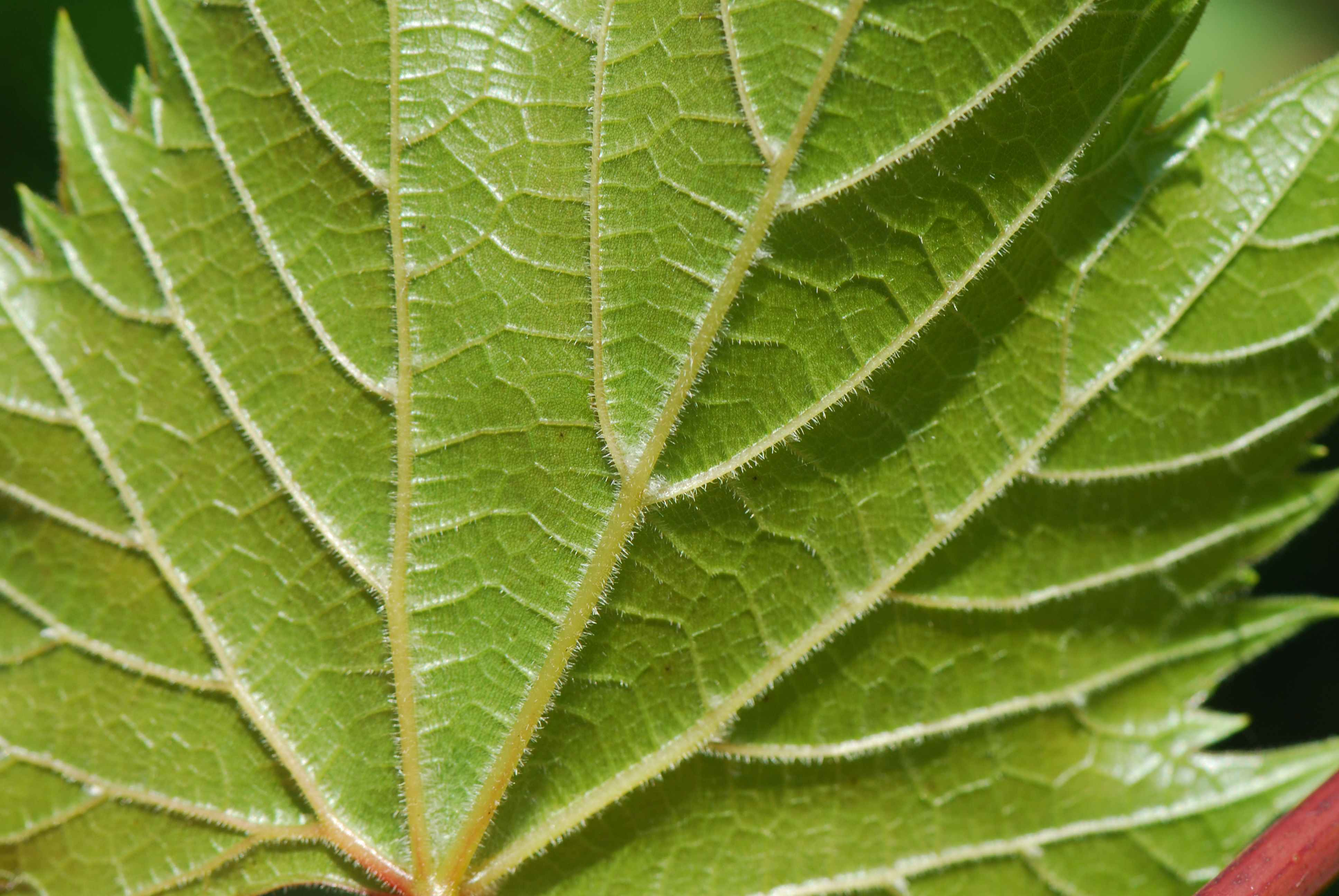
Jeune feuille de RGM, Conservatoire du vignoble charentais, Cherves

Le bourgeonnement est cotonneux, fermé, en forme de crosse. Les jeunes feuilles sont vertes.
Le rameau a un port horizontal de section elliptique. Les nœuds sont faiblement marqués et les entre-nœuds sont longs, glabres et pigmentés.
Les feuilles adultes sont grandes, cunéiformes (en forme de coin), entières, à sinus pétiolaire en U très ouvert. Le limbe est ondulé entre les nervures, les dents sont longues à côtés droits ou avec un côté convexe et un côté concave. La face inférieure est velue, surtout aux intersections de nervures.
Les fleurs sont mâles, donc sans production de raisin. 
Les sarments sont longs, bruns et glabres.

## Aptitudes

### Adaptation au terroir
Le riparia gloire de Montpellier résiste très bien au phylloxera et plutôt bien aux nématodes.
Il est fait pour les sols acides et décalcifiés, puisqu'il ne supporte qu'une très faible proportion de calcaire : 15 % de calcaire total, 6 % de calcaire actif et un indice de pouvoir chlorosant de 5. Il tolère assez bien l'humidité printanière mais ne supporte pas la sécheresse et répugne aux sols trop compacts. Il convient donc très bien dans les sols de graves bien alimentées en eau et de fertilité bonne. Il est sans intérêt dans les sols pauvres, secs et superficiels.

### Aptitude au greffage
La vitesse de croissance en diamètre du riparia est plus faible que celle du greffon. Le pied s'en trouve fragilisé les premières années, nécessitant un tuteurage. C'est un des porte-greffes qui confère la plus faible vigueur au cep de vigne. Il s'ensuit un rendement faible et une précocité importante. Couplés à une densité élevée, ces arguments en font un porte-greffe très qualitatif.
Il présente une capacité de boutturage très bonne. L'aptitude au greffage est également bonne, particulièrement avec les cépages cabernet sauvignon N, côt N, tannat N, gros manseng B ou sauvignon B.

## Sources